# Luzula desvauxii
Luzula desvauxii är en tågväxtart som beskrevs av Carl Sigismund Kunth. Luzula desvauxii ingår i Frylesläktet som ingår i familjen tågväxter. Inga underarter finns listade i Catalogue of Life.